# Porzecze (rejon mołodecki)
Porzecze (biał. Парэчча, ros. Поречье) – wieś na Białorusi, w obwodzie mińskim, w rejonie mołodeckim, w sielsowiecie Horodziłowo.

## Historia
W czasach zaborów dwie wsie i dobra w gminie Połoczany, w powiecie oszmiańskim, w guberni wileńskiej Imperium Rosyjskiego. W 1866 roku jedna wieś liczyła 55 mieszkańców w 9 domach, należała do dóbr skarbowych Borzdyń; druga liczyła 28 dusz rewizyjnych, własność Puciatów. Folwark zamieszkiwało 10 mieszkańców w 1 domu.
W latach 1921–1945 wieś i majątek leżały w Polsce, w województwie wileńskim, w powiecie wołożyńskim, a od 1927 w powiecie mołodeckim, w gminie Połoczany.
W 1931 zamieszkiwało:
- wieś w 34 domach zamieszkiwało 165 osób[5].
- majątek w 4 domach zamieszkiwało 25 osób[5].

Wierni należeli do parafii rzymskokatolickiej i prawosławnej w Horodziłowie. Miejscowości podlegały pod Sąd Grodzki w Mołodecznie i Okręgowy w Wilnie; właściwy urząd pocztowy mieścił się w Połoczanach.

## Przynależność państwowa i administracyjna
- ? – 1917  Imperium Rosyjskie, gubernia wileńska, powiat oszmiański
- 1917–1919  Rosyjska FSRR
- 1919–1920  Polska, Zarząd Cywilny Ziem Wschodnich, okręg wileński
- 1920  Rosyjska FSRR
- 1920–1945[b]  Polska
  - województwo:
    - okręg nowogródzki (1920–1921)
    - nowogródzkie (1921–1927)
    - wileńskie (od 1927)

  - powiat:
    - wołożyński (1920–1927)
    - mołodecki (od 1927)
- 1945–1991  ZSRR, Białoruska SRR
- od 1991  Białoruś